# Tuparí
Tuparí, pleme, jezik i jezična porodica američkih Indijanaca iz brazilske države Rondônia. Porodica tuparí dobiva ime po istoimenom glavnom plemenu. ostale skupine domorodaca i jezika koje obuhvaća su: Amniapé, Canoe ili Koaratiara, Mekens (stariji naziv za nekoliko skupina; danas Sakirabiap), Kepkiriwát, Makuráp, Akuntsu, Ajuru ili Wayoró i Tuparí. 
Pleme Tupari u suvremenije doba broje oko 300 duša (2000), a nastaneni su na rijeci rio Branco, pritoci Guaporé, u brazilskoj državi Rondônia.
Među njima je svojevremeno proveo četiri mjeseca istraživač Tibor Sekelj (1912-1988).

## Vanjske poveznice
- Ethnologue (14th)
- Ethnologue (15th)
- Ethnologue (16th)
- Tupari